# پایداری شیمیایی
پایداری شیمیایی در مباحث فنی شیمی به معنی پایداری ترمودینامیکی یک سامانهٔ شیمیایی است.
پایداری ترمودینامیکی هنگامی روی می‌دهد که یک سامانه در پایین‌ترین سطح انرژی خودش قرار داشته باشد یا تعادل شیمیایی با پیرامونش داشته باشد. این می‌تواند یک تعادل دینامیک در حالتی باشد که تک اتم‌ها یا مولکول‌ها تغییر فرم دارند اما شمار آن‌ها در مجموع در یک فرم خاص، حفظ می‌شود. این گونه تعادل ترمودینامیک شیمیایی به صورت نامحدود ادامه دارد مگر آنکه سامانه تغییر کند. سامانه‌های شیمیایی می‌توانند تغییراتی در فاز یا مجموعه واکنش‌های شیمیایی داشته باشند.
می‌گوییم حالت آ از دید ترمودینامیکی پایدارتر از حالت ب است اگر انرژی آزاد گیبس دگرگونی از آ به ب مثبت باشد.

## بیرون شیمی
در کاربرد روزانه، بویژه در علم مواد یک مادهٔ شیمیایی را «پایدار» می‌گوییم اگر به صورت خاص در محیط یا در کاربرد معمولی دچار واکنش نشود و در عمر مفیدی که برای آن انتظار می‌رود دچار دگرگونی نمی‌شود و ویژگی‌هایش را نگه می‌دارد. برای نمونه در هوای آزاد، رطوبت یا گرما و در شرایطی که قرار است بکار رود تغییر نمی‌کند. اما اگر دچار خوردگی، تجزیه، سوختگی، انفجار و … شود می‌گوییم ناپایدار است.